# Alejandro Bender
Alejandro Bender (Argentina, 1976) es un judoca argentino que fue tres veces campeón de la Copa FEDOJUDO. Ganó también la medalla de oro de los VI Juegos Deportivos Sudamericanos de 1998. Participó en dos Juegos Olímpicos obteniendo un diploma olímpico Atlanta 1996 (séptimo). Pertenece a la categoría peso pesado. 
Actualmente se destaca jugando rugby en el C.u.q; juega de segunda línea. Fue entrenador de categorías juveniles e infantiles; se retiró de ser entrenador en el año 2011. Actualmente se desempeña como profesor de educación física en el instituto cultural mancedo.

## Palmarés

### Juegos Olímpicos
- Atlanta 1996: 7º (diploma olímpico)

Secretario adjunto APU

### Juegos Deportivos Sudamericanos
- Cuenca, 1998: campeón

### Copa FEDOJUDO
- 1994: campeón
- 1995: campeón
- 1999: campeón